# Borgo Sant'Antonio Abate
Il Borgo Sant'Antonio Abate ('O Bùvero 'e Sant'Antuono in napoletano) popolarmente detto semplicemente il Borgo ('O Bùvero in napoletano) è un rione di Napoli che sorge intorno alla via Sant'Antonio Abate, strada lunga circa 800 metri che unisce Porta Capuana a Piazza Carlo III, famosa per il suo storico mercato giornaliero. Fa parte del quartiere di San Lorenzo.

## Storia
Di particolare rilevanza storico-urbanistica, è una delle poche zone della città che dal '400 ad oggi ha mantenuto inalterata la propria struttura.

## Economia
Il Borgo di Sant’Antonio Abate è famoso per il suo mercato giornaliero.

## Monumenti e luoghi d'interesse
- Chiesa di Sant'Antonio Abate
- Chiesa dei Tutti i Santi al borgo Sant'Antonio
- Chiesa di Sant'Anna a Capuana
- Convento delle Pentite
- Monumenti di Napoli